# س. إس. لي
س. إس. لي (بالإنجليزية: C.S. Leigh)‏ هو أمين ومصمم أزياء وكاتب سيناريو ومخرج بريطاني، ولد في 1964، وتوفي في 2016.

## وصلات خارجية
- س. إس. لي على موقع IMDb (الإنجليزية)
- س. إس. لي على موقع ألو سيني (الفرنسية)
- س. إس. لي على موقع أول موفي (الإنجليزية)
- س. إس. لي على موقع قاعدة بيانات الفيلم (الإنجليزية)
- س. إس. لي على موقع كينوبويسك (الروسية)